# Meus Prêmios Nick de Humorista Favorito
O Meus Prêmios Nick de Humorista Favorito foi um dos prêmios oferecidos durante a realização do Meus Prêmios Nick, exibido anualmente pelo canal Nickelodeon, destinado ao melhor comediante do ano.

## Resumo
| Humorista          | Indicações | Vitórias |
| ------------------ | ---------- | -------- |
| Tatá Werneck       | 5          | 3        |
| Eduardo Sterblitch | 4          | 1        |
| Fábio Porchat      | 4          | 0        |
| Marcelo Adnet      | 3          | 1        |
| Paulo Gustavo      | 3          | 0        |
| Evandro Santo      | 2          | 0        |
| Marco Luque        | 2          | 0        |
| Marcius Melhem     | 1          | 1        |
| Leandro Hassum     | 1          | 1        |
| Whindersson Nunes  | 1          | 1        |
| Oscar Filho        | 1          | 0        |
| Katiuscia Canoro   | 1          | 0        |
| Bruno Mazzeo       | 1          | 0        |
| Thalita Carauta    | 1          | 0        |
| Danilo Gentili     | 1          | 0        |
| Dani Calabresa     | 1          | 0        |
| Marcus Majella     | 1          | 0        |
| Rafael Portugal    | 1          | 0        |

## Vencedores e indicados
| Ano  | Vencedor           | Indicados                                                               |
| ---- | ------------------ | ----------------------------------------------------------------------- |
| 2009 | Marcelo Adnet      | Oscar Filho Katiuscia Canoro Evandro Santo                              |
| 2010 | Marcius Melhem     | Evandro Santo Marcelo Adnet Marco Luque                                 |
| 2011 | Leandro Hassum     | Eduardo Sterblitch Tatá Werneck Marcelo Adnet                           |
| 2012 | Eduardo Sterblitch | Bruno Mazzeo Tatá Werneck Thalita Carauta                               |
| 2013 | Tatá Werneck       | Eduardo Sterblitch Fábio Porchat Paulo Gustavo                          |
| 2014 | Tatá Werneck       | Danilo Gentili Fábio Porchat Paulo Gustavo                              |
| 2015 | Tatá Werneck       | Fábio Porchat Eduardo Sterblitch Paulo Gustavo                          |
| 2016 | Whindersson Nunes  | Dani Calabresa Fábio Porchat Marco Luque Marcus Majella Rafael Portugal |